# Tony Smets
Tony Smets, né le 14 janvier 1938 à Schaffen, est un homme politique belge flamand, membre de VLD.
Il fut surveillant-éducateur.

## Carrière politique
- Ancien échevin de Diest.
- Conseiller communal de Diest.
- député belge :
  - du 21 mai 1995 au 13 juin 1999
  - du 14 juillet 1999 au 10 avril 2003, en remplacement de Rik Daems, ministre

Chevalier de l'Ordre de Léopold II. Croix civique de 1re classe.